# Руга
Руга (Ruga, Ru, Rhuas, Rugila, Rua, ΄Ρούγας, ΄Ρωίλας) (365—435)
Руга је био један од хунских ратних вођа и успео је да уједини све Хуне под својим вођством 432. године. Своју владавину над неколико племена започео је отприлике 425. године, а завршио 435. године, када га је наследио Бледа а касније и Атила који је проширио царство и Хуне учинио познатим.
Римски војсковођа Аеције је 432. после пораза у бици код Равене пребегао код Хуна. Уз помоћ Бледе и Хуна повратио је власт над Западним рримским царством, па је као знак захвалности препустио Хунима део Паноније и Валерије.
Руга је током десетогодишње владавине ујединио све Хуне. Успоставио је дипломатске односе са Римом, где је послао Атилу, да би се научио римским обичајима и да би их што боље упознао и припремио се да једног дана преузме власт над Хунима. Руга је живео 70 година (што је у она бурна времена била реткост). По предању за његову смрт је био крив Бледа, који је и преузео власт. У време Ругине смрти Атила је био код Римљана, па је Бледа хтео то да искористи и пре повратка Атиле да учврсти своју власт.